# Ilybiosoma roguum
Ilybiosoma roguum är en skalbaggsart som först beskrevs av Helen K. Larson 1997.  Ilybiosoma roguum ingår i släktet Ilybiosoma och familjen dykare. Inga underarter finns listade i Catalogue of Life.